# 프리지본
프리지본은 대한민국의 음악 그룹이다. 2021년 앨범 [THE FREEZYBONE]으로 데뷔했다.

## 음반
- THE FREEZYBONE (2021)
- 청양연화 (靑陽年花) (2022)
- Viva Season (2023)

## 공연
- 충주음악창작소 기획공연 이판사판 콘서트 8회차[THE FREEZY BONE] (2020)
- THE FREEZTBONE VOL1. - 춘천 (2021)
- 페르소나 - 춘천 (2021)
- LIVE. ON FINAL (2022)
- 프리지본 단독 콘서트 Vol.2 'La Viva!' - 부천 (2023)

## 수상
- 월드스타연예대상 창작대중문화 예술상 (2021)